# Старобелск
Старобелск (на украински: Старобільськ) е град в Източна Украйна. Намира се в Луганска област. Административен център на Старобелски район. 
Съвременното селище е основано през 1686 г. и получава статут на град през 1938 г. Към 2021 г. има население от 16 267 души. В резултат от руското нападние над Украйна през 2022 г. градът е окупиран от руските войски на 2 март 2022 г.

## Галерия
- Бентът на Старобелск при река Айдар
- Старобелски манастир
- Старата пожарна
- Местен музей
- Историческа архитектура в центъра на града
- Оригиналният герб